# Geneva County
Geneva County je okres na jihu státu Alabama v USA. K roku 2010 zde žilo 26 790 obyvatel. Správním městem okresu je Geneva. Celková rozloha okresu činí 1 499 km². Na jihu sousedí se státem Florida.

## Sousední okresy
| Růžice kompasu | Coffee County      | Dale County        |                | Růžice kompasu |
| Růžice kompasu | Covington County   | Sever              | Houston County | Růžice kompasu |
| Růžice kompasu | Covington County   | Geneva County      | Houston County | Růžice kompasu |
| Růžice kompasu | Covington County   | Jih                | Houston County | Růžice kompasu |
| Růžice kompasu | Walton County (FL) | Holmes County (FL) |                | Růžice kompasu |